# Oakwell
L'Oakwell è un complesso sportivo situato a Barnsley (South Yorkshire, Inghilterra) utilizzato principalmente dal Barnsley Football Club per giocare le loro partite in casa.
Il nome Oakwell si riferisce in genere allo stadio principale, che include anche diversi luoghi limitrofi che costituiscono gli impianti dell'Accademia del Barnsley - un campo coperto di formazione, uno stadio più piccolo con posti a sedere sui lati sud e ovest per circa 2.200 spettatori.
Fino al 2003 lo stadio e la grande quantità di terra che lo circonda era di proprietà del Barnsley Football Club, tuttavia dopo essere tenuto in amministrazione controllata nel 2002, il Consiglio ha acquistato l'Oakwell per consentire al club di pagare i suoi creditori e di rimanere in Football League Championship.